# Gran Premio motociclistico d'Austria 1987
Il Gran Premio motociclistico d'Austria fu il quinto appuntamento del motomondiale 1987, si trattò della sedicesima edizione del Gran Premio motociclistico d'Austria valida per il motomondiale.
Si svolse il 6 e 7 giugno 1987 a Salisburgo e vi gareggiarono tutte le classi in singolo oltre ai sidecar. Ottennero la vittoria Wayne Gardner in classe 500, Anton Mang in classe 250, Fausto Gresini in classe 125 e Jorge Martínez in classe 80, mentre tra i sidecar si impose l'equipaggio Rolf Biland/Kurt Waltisperg.

## Classe 500
Nella classe regina terzo successo stagionale (secondo consecutivo) per il pilota australiano Wayne Gardner davanti allo statunitense Randy Mamola e al britannico Niall Mackenzie. Nella classifica del mondiale Gardner sopravanza Mamola di 14 punti.

### Arrivati al traguardo
| Pos. | Pilota              | Moto      | Tempo    | Griglia | Punti |
| ---- | ------------------- | --------- | -------- | ------- | ----- |
| 1    | Wayne Gardner       | Honda     | 39.57.89 | 1       | 15    |
| 2    | Randy Mamola        | Yamaha    | 40.00.26 | 2       | 12    |
| 3    | Niall Mackenzie     | Honda     | 40.11.10 | 6       | 10    |
| 4    | Ron Haslam          | Elf-Honda | 40.17.26 | 9       | 8     |
| 5    | Robert McElnea      | Yamaha    | 40.22.26 | 5       | 6     |
| 6    | Christian Sarron    | Yamaha    | 40.32.10 | 7       | 5     |
| 7    | Shungi Yatsushiro   | Honda     | 40.42.07 | 4       | 4     |
| 8    | Roger Burnett       | Honda     | 40.54.52 | 12      | 3     |
| 9    | Tadahiko Taira      | Yamaha    | 40.54.86 | 10      | 2     |
| 10   | Pierfrancesco Chili | Honda     | 40.55.09 | 8       | 1     |
| 11   | Richard Scott       | Yamaha    | 41.09.82 | 15      |       |
| 12   | Didier de Radiguès  | Cagiva    | 41.16.35 | 17      |       |
| 13   | Fabio Biliotti      | Honda     | 1 giro   | 20      |       |
| 14   | Wolfgang von Muralt | Suzuki    | 1 giro   | 19      |       |
| 15   | Alessandro Valesi   | Honda     | 1 giro   | 21      |       |
| 16   | Karl Truchsess      | Honda     | 1 giro   | 22      |       |
| 17   | Simon Buckmaster    | Honda     | 1 giro   | 28      |       |
| 18   | Manfred Fischer     | Honda     | 1 giro   | 24      |       |
| 19   | Gerold Fisher       | Honda     | 1 giro   | 25      |       |
| 20   | Hervé Guilleux      | Fior      | 1 giro   | 23      |       |
| 21   | Silvo Habat         | Honda     | 2 giri   | 29      |       |
| 22   | Maarten Duyzers     | Honda     | 2 giri   | 33      |       |
| 23   | Georg Jung          | Honda     | 2 giri   | 30      |       |
| 24   | Steve Manley        | Suzuki    | 2 giri   | 34      |       |
| 25   | Rudolf Zeller       | Honda     | 2 giri   | 37      |       |

### Ritirati
| Pilota            | Moto   | Motivo | Griglia |
| ----------------- | ------ | ------ | ------- |
| Eddie Lawson      | Yamaha |        | 3       |
| Christopher Bürki | Honda  |        | 27      |
| Josef Doppler     | Honda  |        | 32      |
| Marco Gentile     | Fior   |        | 18      |
| Kenny Irons       | Suzuki |        | 14      |
| Frans Kaserer     | Suzuki |        | 36      |
| Bruno Kneubühler  | Honda  |        | 16      |
| Gustav Reiner     | Honda  |        | 13      |
| Raymond Roche     | Cagiva |        | 11      |
| Andreas Leuthe    | Honda  |        | 35      |
| Michael Rudroff   | Honda  |        | 26      |
| Helmut Schütz     | Honda  |        | 31      |

### Non qualificati
| Pilota            | Moto  |
| ----------------- | ----- |
| Dietmar Marehardt | Honda |
| Fabio Barchitta   | Honda |

## Classe 250
Nella quarto di litro continua la serie di successi del tedesco Anton Mang, giunti ormai a tre consecutivi, davanti all'italiano Loris Reggiani e all'altro tedesco Reinhold Roth. Mang capeggia anche la classifica provvisoria davanti a Roth e allo spagnolo Sito Pons.

### Arrivati al traguardo
| Pos. | Pilota               | Moto     | Tempo    | Griglia | Punti |
| ---- | -------------------- | -------- | -------- | ------- | ----- |
| 1    | Anton Mang           | Honda    | 35.01.18 | 1       | 15    |
| 2    | Loris Reggiani       | Aprilia  | 35.06.64 | 3       | 12    |
| 3    | Reinhold Roth        | Honda    | 35.06.86 | 7       | 10    |
| 4    | Sito Pons            | Honda    | 35.07.15 | 9       | 8     |
| 5    | Carlos Cardús        | Honda    | 35.07.37 | 5       | 6     |
| 6    | Jacques Cornu        | Honda    | 35.07.64 | 4       | 5     |
| 7    | Dominique Sarron     | Honda    | 35.07.87 | 8       | 4     |
| 8    | Carlos Lavado        | Yamaha   | 35.28.37 | 2       | 3     |
| 9    | Stéphane Mertens     | Sekitoba | 35.44.21 | 13      | 2     |
| 10   | Martin Wimmer        | Yamaha   | 35.44.43 | 10      | 1     |
| 11   | Juan Garriga         | Yamaha   | 35.44.71 | 11      |       |
| 12   | Hans Lindner         | Honda    | 35.51.56 | 14      |       |
| 13   | Englebert Neumair    | Rotax    | 35.53.46 | 20      |       |
| 14   | Jean-François Baldé  | Honda    | 35.53.73 | 16      |       |
| 15   | Wilhelm Hoerhager    | Honda    | 35.54.94 | 22      |       |
| 16   | Guy Bertin           | Honda    | 35.55.22 | 25      |       |
| 17   | Manfred Herweh       | Honda    | 36.06.69 | 19      |       |
| 18   | Maurizio Vitali      | Garelli  | 36.07.00 | 15      |       |
| 19   | Donnie McLeod        | EMC      | 36.07.46 | 23      |       |
| 20   | Jochen Schmid        | Yamaha   | 36.97.91 | 30      |       |
| 21   | Helmut Bradl         | Honda    | 36.08.10 | 18      |       |
| 22   | Jean-Philippe Ruggia | Yamaha   | 36.08.07 | 35      |       |
| 23   | Josef Hutter         | Honda    | 36.08.74 | 28      |       |
| 24   | Karl Thomas Bacher   | Rotax    | 36.08.97 | 21      |       |
| 25   | Jean-Michel Mattioli | Yamaha   | 36.09.24 | 32      |       |
| 26   | Stefan Klabacher     | Rotax    | 36.11.11 | 17      |       |
| 27   | Harald Eckl          | Honda    | 36.11.50 | 27      |       |
| 28   | Gary Cowan           | Honda    | 36.14.26 | 26      |       |
| 29   | Urz Luzi             | Honda    | 36.14.53 | 29      |       |
| 30   | Urs Jucker           | Yamaha   | 1 giro   | 31      |       |
| 31   | Siegfried Minich     | Honda    | 1 giro   | 33      |       |

### Ritirati
| Pilota         | Moto   | Motivo | Griglia |
| -------------- | ------ | ------ | ------- |
| Luca Cadalora  | Yamaha |        | 6       |
| René Delaby    | Yamaha |        | 36      |
| Konrad Hefele  | Honda  |        | 34      |
| Patrick Igoa   | Yamaha |        | 12      |
| Ivan Palazzese | Yamaha |        | 24      |

### Non qualificati
| Pilota            | Moto   |
| ----------------- | ------ |
| Alberto Rota      | Honda  |
| Kevin Mitchell    | Yamaha |
| Andreas Preining  | Rotax  |
| Jean Foray        | Yamaha |
| Werner Felber     | Rotax  |
| Stefano Caracchi  | Honda  |
| Bernard Haenggeli | Yamaha |
| Fausto Ricci      | Honda  |
| Alain Bronec      | Honda  |

## Classe 125
Continua il dominio incontrastato di Fausto Gresini nella 125, con quello in Austria sono ormai 4 successi in 4 gare. Al secondo posto sia della gara che della classifica provvisoria il compagno di squadra in Garelli, l'altro italiano Bruno Casanova. Sul terzo gradino del podio un altro italiano, Paolo Casoli

### Arrivati al traguardo
| Pos. | Pilota                 | Moto     | Tempo    | Griglia | Punti |
| ---- | ---------------------- | -------- | -------- | ------- | ----- |
| 1    | Fausto Gresini         | Garelli  | 33.57.20 | 3       | 15    |
| 2    | Bruno Casanova         | Garelli  | 33.58.82 | 2       | 12    |
| 3    | Paolo Casoli           | Moto AGV | 34.14.67 | 1       | 10    |
| 4    | August Auinger         | MBA      | 34.14.98 | 4       | 8     |
| 5    | Domenico Brigaglia     | Moto AGV | 34.49.10 | 10      | 6     |
| 6    | Andrés Sánchez         | Ducados  | 34.54.65 | 13      | 5     |
| 7    | Adi Stadler            | MBA      | 35.08.20 | 6       | 4     |
| 8    | Thierry Feuz           | MBA      | 35.16.68 | 7       | 3     |
| 9    | Johnny Wickström       | Tunturi  | 35.16.89 | 18      | 2     |
| 10   | Willy Pérez            | Zanella  | 35.17.10 | 8       | 1     |
| 11   | Olivier Liégeois       | Assmex   | 35.17.38 | 11      |       |
| 12   | Mike Leitner           | MBA      | 35.17.61 | 14      |       |
| 13   | Ivan Troisi            | MBA      | 35.30.09 | 29      |       |
| 14   | Flemming Kistrup       | MBA      | 35.33.07 | 21      |       |
| 15   | Peter Sommer           | MBA      | 1 giro   | 22      |       |
| 16   | Jean-Claude Selini     | MBA      | 1 giro   | 20      |       |
| 17   | Esa Kytölä             | MBA      | 1 giro   | 23      |       |
| 18   | Karl Dauer             | MBA      | 1 giro   | 25      |       |
| 19   | Fernando Gonzales      | Cobas    | 1 giro   | 34      |       |
| 20   | Peter Zwidl            | MBA      | 1 giro   | 19      |       |
| 21   | Robin Milton           | MBA      | 1 giro   | 30      |       |
| 22   | Håkan Olsson           | Starol   | 1 giro   | 24      |       |
| 23   | Christian Le Badezet   | MBA      | 1 giro   | 27      |       |
| 24   | Hubert Abold           | Honda    | 1 giro   | 33      |       |
| 25   | Thomas Møller-Pedersen | MBA      | 1 giro   | 32      |       |
| 26   | Helmut Hovenga         | Seel     | 2 giri   | 17      |       |

### Ritirati
| Pilota             | Moto  | Motivo | Griglia |
| ------------------ | ----- | ------ | ------- |
| Peter Balaz        | MBA   |        | 28      |
| Pier Paolo Bianchi | MBA   |        | 5       |
| Alexander Eschig   | MBA   |        | 35      |
| Ezio Gianola       | Honda |        | 26      |
| Jussi Hautaniemi   | MBA   |        | 12      |
| Norbert Peschke    | Seel  |        | 15      |
| Lucio Pietroniro   | MBA   |        | 9       |
| Ton Spek           | MBA   |        | 36      |

### Non partiti
| Pilota            | Moto |
| ----------------- | ---- |
| Gastone Grassetti | MBA  |
| Dirk Hafeneger    | MBA  |

### Non qualificati
| Pilota              | Moto     |
| ------------------- | -------- |
| Paul Bordes         | MBA      |
| Jacques Hutteau     | MBA      |
| Karl Bubenicek      | MBA      |
| Alfred Waibel       | Waibel   |
| Allan Scott         | EMC      |
| Alfred Gangelberger | MBA      |
| Marco Cipraini      | MBA      |
| Robin Appleyard     | MBA      |
| Werner Schmied      | Rotax    |
| Robert Hmeljak      | MBA      |
| Heinz Pristavnik    | MBA      |
| Manfred Braun       | MBA      |
| Manuel Hernández    | Benetti  |
| Gerd Kafka          | Kazuo-FH |

## Classe 80
La gara della cilindrata più ridotta si è disputata al sabato e ha visto la terza affermazione stagionale del pilota spagnolo Jorge Martínez, davanti al tedesco Gerhard Waibel e all'altro spagnolo Manuel Herreros.
A questo punto della stagione Martinéz ha 21 punti di vantaggio sul tedesco Waibel e 24 su Herreros.

### Arrivati al traguardo
| Pos. | Pilota             | Moto      | Tempo    | Griglia | Punti |
| ---- | ------------------ | --------- | -------- | ------- | ----- |
| 1    | Jorge Martínez     | Derbi     | 28.12.31 | 1       | 15    |
| 2    | Gerhard Waibel     | Krauser   | 28.13.20 | 4       | 12    |
| 3    | Manuel Herreros    | Derbi     | 28.44.22 | 3       | 10    |
| 4    | Josef Fischer      | Krauser   | 28.44.62 | 11      | 8     |
| 5    | Ian McConnachie    | Krauser   | 28.44.83 | 13      | 6     |
| 6    | Hans Spaan         | Casal     | 28.45.16 | 6       | 5     |
| 7    | Hubert Abold       | Krauser   | 28.45.54 | 9       | 4     |
| 8    | Alex Barros        | Arbizu    | 29.12.39 | 5       | 3     |
| 9    | Luis Miguel Reyes  | Autisa    | 29.12.62 | 8       | 2     |
| 10   | Juan Ramón Bolart  | Krauser   | 29.14.05 | 14      | 1     |
| 11   | Michael Gschwander | Seel      | 29.21.23 | 18      |       |
| 12   | Ralf Waldmann      | ERK       | 29.23.86 | 15      |       |
| 13   | Richard Bay        | Ziegler   | 29.33.35 | 17      |       |
| 14   | Theo Timmer        | Casal     | 29.40.50 | 23      |       |
| 15   | Heinz Paschen      | Casal     | 29.43.12 | 16      |       |
| 16   | Wilco Zeelenberg   | Casal     | 29.43.58 | 21      |       |
| 17   | Matthias Ehinger   | Krauser   | 29.52.02 | 25      |       |
| 18   | Peter Öttl         | Krauser   | 29.52.30 | 19      |       |
| 19   | Alojz Pavlič       | Seel      | 29.53.31 | 24      |       |
| 20   | Herri Torrontegui  | JJ Cobas  | 29.55.86 | 32      |       |
| 21   | Reiner Koster      | Kroko     | 1 giro   | 29      |       |
| 22   | Bert Smit          | Minarelli | 1 giro   | 28      |       |
| 23   | Jos van Dongen     | Krauser   | 1 giro   | 36      |       |
| 24   | Chris Baert        | Seel      | 1 giro   | 35      |       |
| 25   | Hans Koopman       | Ziegler   | 1 giro   | 34      |       |
| 26   | Serge Julin        | Casal     | 1 giro   | 12      |       |

### Ritirati
| Pilota             | Moto      | Motivo | Griglia |
| ------------------ | --------- | ------ | ------- |
| Seppe Bader        | Auer      |        | 30      |
| Paul Bordes        | RB        |        | 31      |
| Stefan Dörflinger  | Krauser   |        | 2       |
| Karoly Juhasz      | Krauser   |        | 7       |
| Rainer Kunz        | Kroko     |        | 31      |
| Jörg Seel          | Seel      |        | 27      |
| Raimo Lipponen     | Krauser   |        | 33      |
| Günter Schirnhofer | Krauser   |        | 26      |
| Janez Pintar       | Eberhardt |        | 22      |
| Jean-Marc Velay    | Krauser   |        | 38      |

### Non partiti
| Pilota       | Moto    |
| ------------ | ------- |
| Paolo Priori | Krauser |
| René Dünki   | Krauser |

### Non qualificati
| Pilota           | Moto      |
| ---------------- | --------- |
| Otto Machinek    | H&M       |
| Thomas Engl      | GPE       |
| Mika-Sakari Komu | Eberhardt |
| Stuart Edwards   | Casal     |
| Erich Reuberger  | Hummel    |

## Classe sidecar
Rolf Biland-Kurt Waltisperg tornano a vincere, per la prima volta dal 1985, precedendo Streuer-Schnieders, Michel-Fresc e Webster-Hewitt. Questi quattro equipaggi sono stati in lotta per buona parte della gara, finché gli svizzeri sono riusciti a prendere un piccolo margine e a tagliare il traguardo con 3 secondi di vantaggio.
Settimo posto per Alfred Zurbrügg che, a seguito dell'infortunio del fratello Martin, ha come nuovo passeggero il britannico Simon Birchall.
In classifica Webster comanda con 38 punti, davanti a Michel a 32, Streuer a 24 e Biland a 15. 

### Arrivati al traguardo (posizioni a punti)[6]
| Pos | Pilota           | Passeggero         | Moto        | Tempo    | Punti |
| --- | ---------------- | ------------------ | ----------- | -------- | ----- |
| 1   | Rolf Biland      | Kurt Waltisperg    | LCR-Krauser | 32'15"43 | 15    |
| 2   | Egbert Streuer   | Bernard Schnieders | LCR-Yamaha  | +3"47    | 12    |
| 3   | Alain Michel     | Jean-Marc Fresc    | LCR-Krauser | +4"46    | 10    |
| 4   | Steve Webster    | Tony Hewitt        | LCR-Krauser | +15"54   | 8     |
| 5   | Wolfgang Stropek | Hans-Peter Demling | LCR-Krauser |          | 6     |
| 6   | Masato Kumano    | Markus Fährni      | LCR-Yamaha  |          | 5     |
| 7   | Alfred Zurbrügg  | Simon Birchall     | LCR-Yamaha  |          | 4     |
| 8   | Derek Jones      | Brian Ayres        | LCR-Yamaha  |          | 3     |
| 9   | Pascal Larratte  | Jacques Corbier    | LCR-Yamaha  |          | 2     |
| 10  | Theo van Kempen  | Geral de Haas      | LCR-Yamaha  |          | 1     |